# パワーズ (旭川市)
パワーズ（Powers）は、北海道旭川市にあるショッピングセンター。地元企業の北海道富士興業が造成した小売商業施設集積団地であり、グループ会社の富士管財と連携して商業施設を管理している。

## 主なテナント
ウェスタンパワーズ
- ウエスタンパワーズ（スーパーマーケット）
- シネプレックス旭川
- 牛角（ホクノー運営[4][5]）

| シアターNo. | 収容人数 | 備考                            |
| ----------- | -------- | ------------------------------- |
| 1           | 84人     | 4DX / 5.1ch                     |
| 2           | 375人    | デジタル3Dシネマ / 5.1ch / HDCS |
| 3           | 105人    | デジタル3Dシネマ / 5.1ch        |
| 4           | 105人    | 5.1ch                           |
| 5           | 105人    | 5.1ch                           |
| 6           | 192人    | 5.1ch                           |
| 7           | 179人    | 5.1ch                           |

- ASBEE fam.（アスビーファム）
- メガネのシオジリ
- サンドラッグ
- トイザらス
- ユニクロ
- ジーユー
- びっくりドンキー
- ダイソー
- ABC-MART
- みよしの
- ミスタードーナツ
- Honda Cars 北海道 U-select

旭川ショッピングセンターパワーズ
- AOKI

ショッピングセンターパワーズα
- フィッシュランド
- ドクターアイズ
- パソコン工房 グッドウィル
- アパマンショップ
- e-style

あさひかわラーメン村

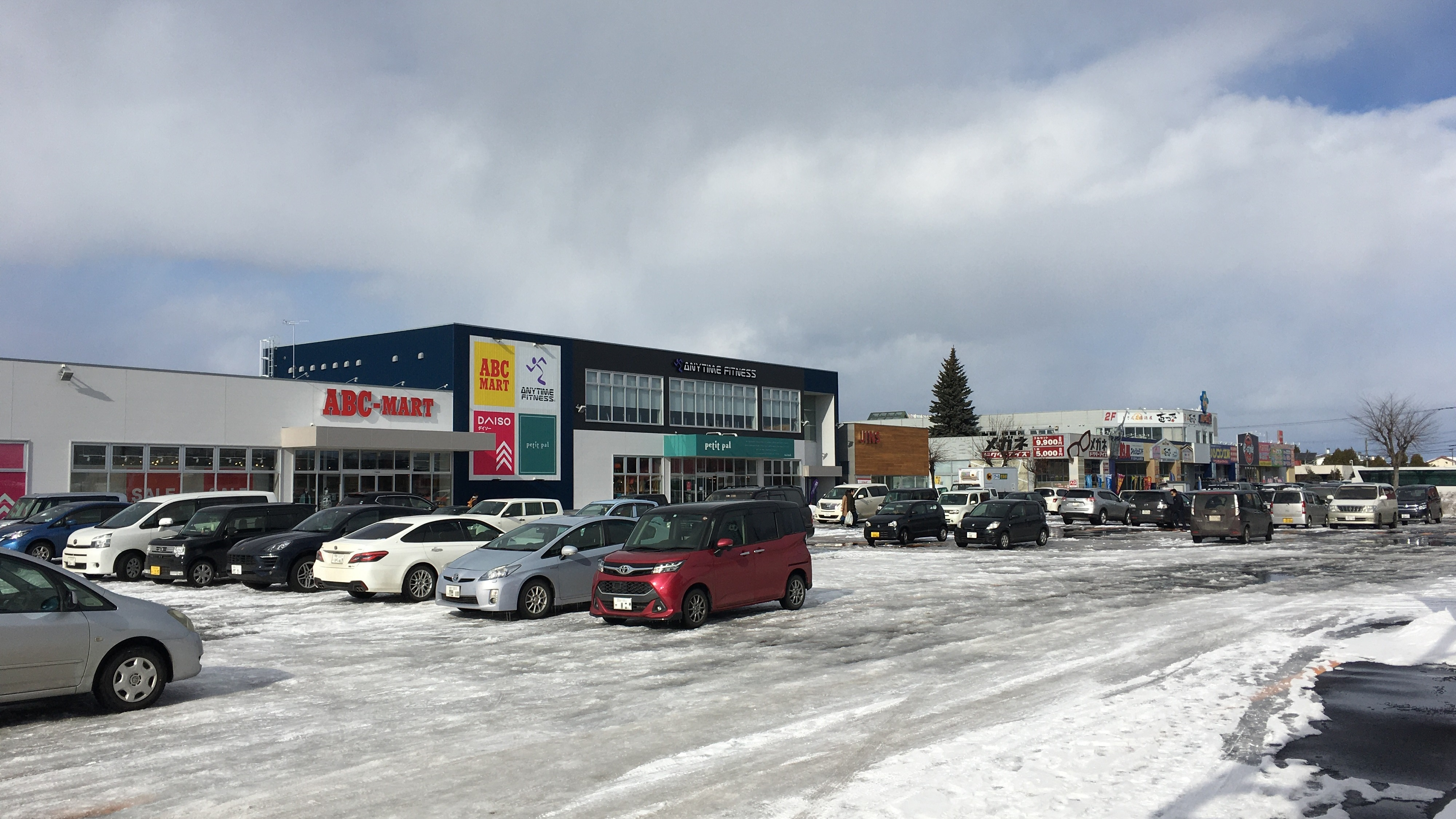
パワーズ西側（2020年2月）
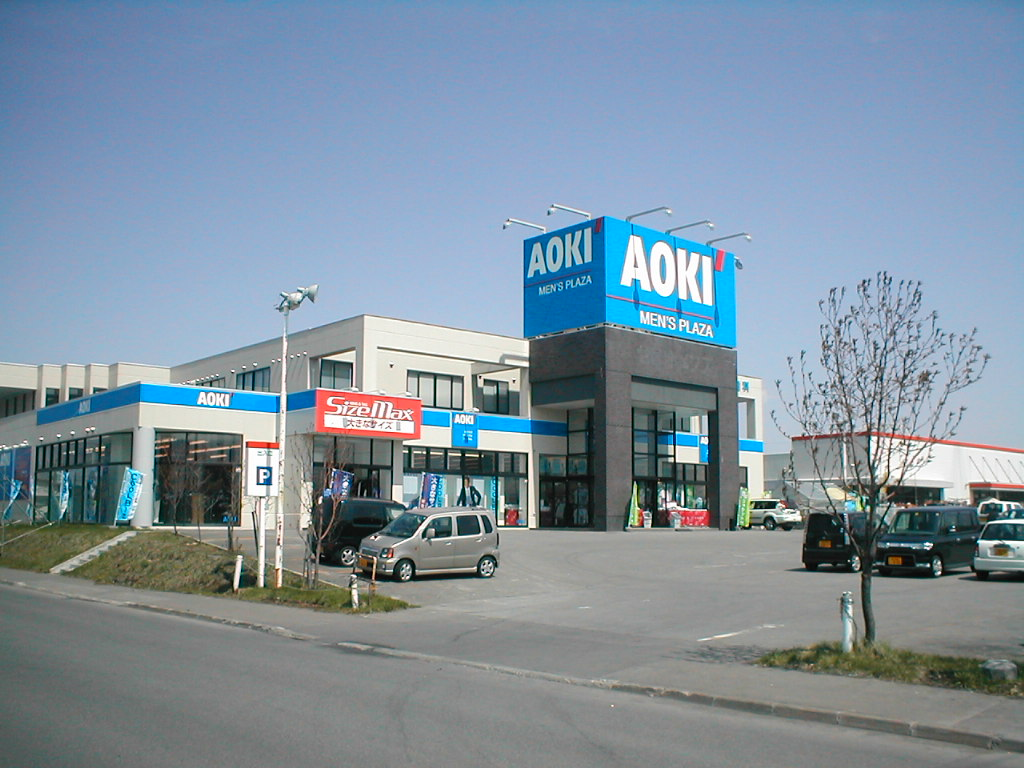
パワーズ西側（2006年6月）

## アクセス
北海道道90号旭川環状線沿いに位置している。
- 道北バス「永山10条3丁目」バス停から徒歩約5分
- 北海道旅客鉄道（JR北海道）南永山駅から徒歩約5分